# Catherine Malotteau
Catherine Malotteau (alternativt Maloteau), född Catherine Donna, död 3 september 1749, var borgmästare i Namur i Österrikiska Nederländerna mellan 1734 och 1749. Hon var troligen den första kvinnliga borgmästaren i världen. 
Hon var gift med köpmannen Thomas Malot(t)eau, som var borgmästare i Namur. När hennes make avled 1734, efterträdde hon honom i ämbetet. Det tycks som om hon gjorde detta på allmän begäran från stadsrådet. En samtida krönikör kallade henne "Buorguemaitre". 
När stadens myndigheter underrättade biskopen av Namur om hennes tillträde, medgav de att det var ovanligt med en kvinna som borgmästare, men att det i detta fall var ursäktligt: Malotteau uppgavs ha fungerat som borgmästare redan under sin makes livstid, då hon hade skött hans uppgifter som borgmästare åt honom till allmän belåtenhet, och att staden gärna ville få möjlighet att betala räntan på stadens skulder innan de bytte borgmästare, och anhöll om att hon åtminstone tillfälligt fick kvarbli på posten. 
1738 hade hon suttit på posten i fyra år, och guvernören, hertig d'Ursel, anhöll hos kejsarinnan Maria Teresa om att hon skulle avsattes eftersom hon var kvinna, och ersättas av en man. Lambillon, ordförande för stadens provinsråd, protesterade på stadens vägnar och föreslog att om det var nödvändigt att borgmästarposten skulle fyllas av en man, borde i så fall Malotteaus son tillsättas, eftersom hennes son var omyndig, vilket skulle göra det möjligt för hans mor att sköta hans uppgifter som borgmästare i egenskap av hans förmyndare. I slutändan fick hon tillstånd att fortsätta som borgmästare. 
1749 ansökte dock stadsrådet framgångsrikt om att få ersätta henne med Pierre Rasquin, med motiveringen att det inte gynnade staden att låta borgmästarämbetet gå i arv. 